# Hoplopleura hispida
Hoplopleura hispida – gatunek wszy z rodziny Hoplopleuridae, pasożytujący na lemingu brunatnym (Lemmus sibiricus) należącym do rodzaju Lemmus. Powoduje wszawicę.
Wszy te mają ciało silnie spłaszczone grzbietowo-brzusznie. Samica składa jaja zwane gnidami, które są mocowane specjalnym "cementem" u nasady włosa. Rozwój osobniczy trwa po wykluciu się z jaja około 14 dni. Pasożytuje na skórze. Występuje na terenie Syberii w azjatyckiej części Rosji.